# Бузин Василь Іванович
Василь Іванович Бузин (1902, Євпаторія — 1942, Севастополь) — начальник Севастопольської міліції, капітан міліції.

## Біографія
Народився в Євпаторії в 1902 році. Працювати почав з 13 років. Незабаром після революції вступив добровольцем в Червону Армію. Після Громадянської війни став працювати в міліції — в Євпаторії, Керчі, Сімферополі. Після закінчення центральної школи міліції був призначений до Севастополя, чому був неймовірно радий. Севастопольці знали його в обличчя, поважали, любили, зверталися зі своїми проханнями, допомагали чим могли.
У дні оборони міста В. І. Бузин організував боротьбу із злочинністю і охорону громадського порядку в обложеному місті, безпосередньо керував операціями зі знищення диверсійних груп противника. А 1 і 2 липня 1942 року, в найтрагічніші дні, він брав особисту участь в операції по евакуації командного складу і захисників міста з мису Херсонес на Велику землю, фактично відправляв звідси останній літак.
Потім воював у одному зі зведених загонів із захисту аеродрому. Там і був смертельно поранений.

## Пам'ять
Ім'я Василя Івановича Бузина занесено до першого тому Книги Пам'яті Севастополя. «Загинув на мисі Херсонес 2 липня 1942» — так офіційно писали про загибель багатьох захисників Севастополя в останні дні оборони 1941—1942 років, навіть якщо не було будь-яких документальних відомостей. Тепер підтвердилося, що В. І. Бузін в останні хвилини життя дійсно був або на самій 35-й батареї, або поблизу від неї.

Анотаційний знак скверу Василя Бузина

Іменем Василя Івановича Бузина названо сквер у Ленінському районі Севастополя. У 1967 році, до 50 — річчя радянської міліції, в сквері було встановлено пам'ятник працівникам міліції, які загинули, захищаючи Севастополь в 1941—1942 роках (скульптура Станіслава Чижа). У цьому сквері правоохоронці та правоохоронці проводять самі урочисті церемоніальні заходи.
У Музеї севастопольської міліції експонуються матеріали, пов'язані з життям і героїчною діяльністю Василя Бузина. Багато років їх збирала засновник і директор музею Евеліна Кирилівна Мєшкова. Вона зустрічалася з дружиною, дочкою та сином В. І. Бузина в Євпаторії, де вони тоді проживали. Написала нарис про В. І. Бузина «Лицар боргу» та нариси про інші співробітників міліції.
У червні 2009 року на місці будівництва Меморіалу героїчних захисників Севастополя на мисі Херсонес у відвалах землі робочі виявили орден «Знак Пошани», який належав В. І. Бузину.
В кінці 2009 року севастопольські міліціонери зняли документальний фільм про Василя Бузина.